# Sihonal
Sihonal es una población del municipio de Timucuy en el estado de Yucatán localizado en el sureste de México.

## Toponimia
El nombre (Sihomal) es un vocablo en idioma maya.

## Hechos históricos
- En 1990 es catalogada como finca.
- En 1921 es considerada hacienda.
- En 1920 es clasificada como rancho.

## Demografía
Según el censo de 2005 realizado por el INEGI, la población de la localidad era de 0 habitantes.
| 109                         | ? | 102 | 105 | 66 | 53 | 42 | ? | 26 | ? | 15 | 16 | 0 |
| (Fuente: INEGI [Consultar]) |   |     |     |    |    |    |   |    |   |    |    |   |

## Galería

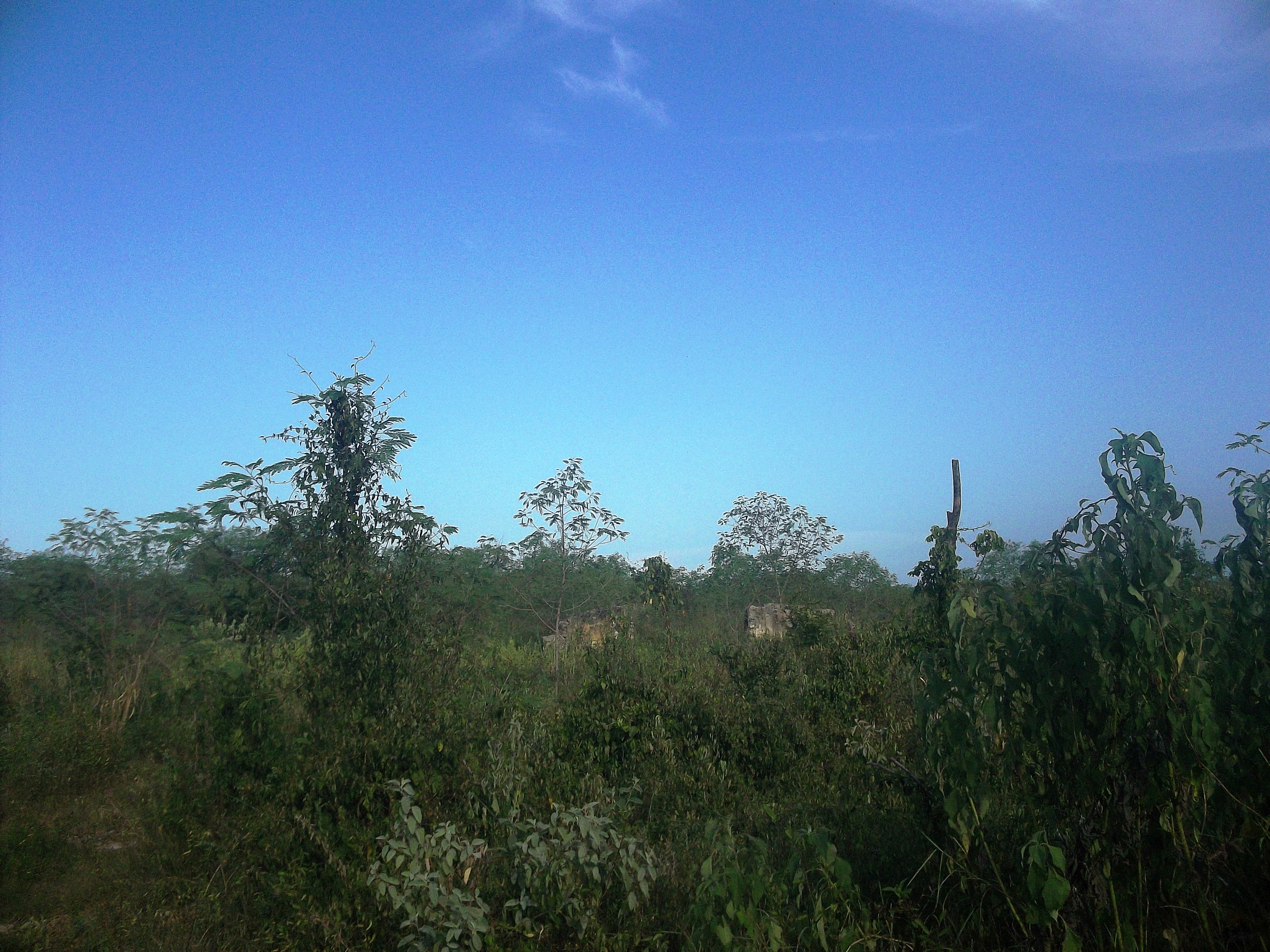
Antigua entrada a Sihonal.